# 유리 라린

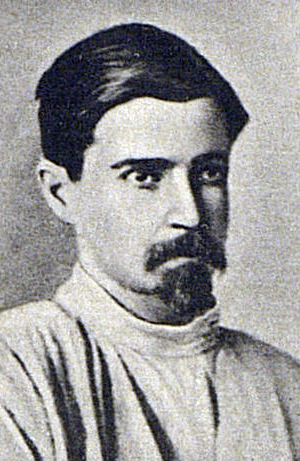

유리 알렉산드로비치 라린(우크라이나어: Юрій Михайлович Ларін, 1882년 6월 17일 - 1932년 1월 14일)은 소련의 경제학자, 정치인이다. 본명은 미하일 알렉산드로비치 루리에(Михаил Александрович Лурье).
안나 라리나를 입양한 수양아버지이며, 그러므로 니콜라이 부하린에게는 장인이 된다.